# Radslav
Radslav (německy Rathschlag) je zaniklá osada, od 1. ledna 1973 součást osady Bližná, která je částí obce Černá v Pošumaví v okrese Český Krumlov. Je zde rekreační oblast. Nachází se na pravém břehu vodní nádrže Lipno, jižně od Jestřábí.

## Historie

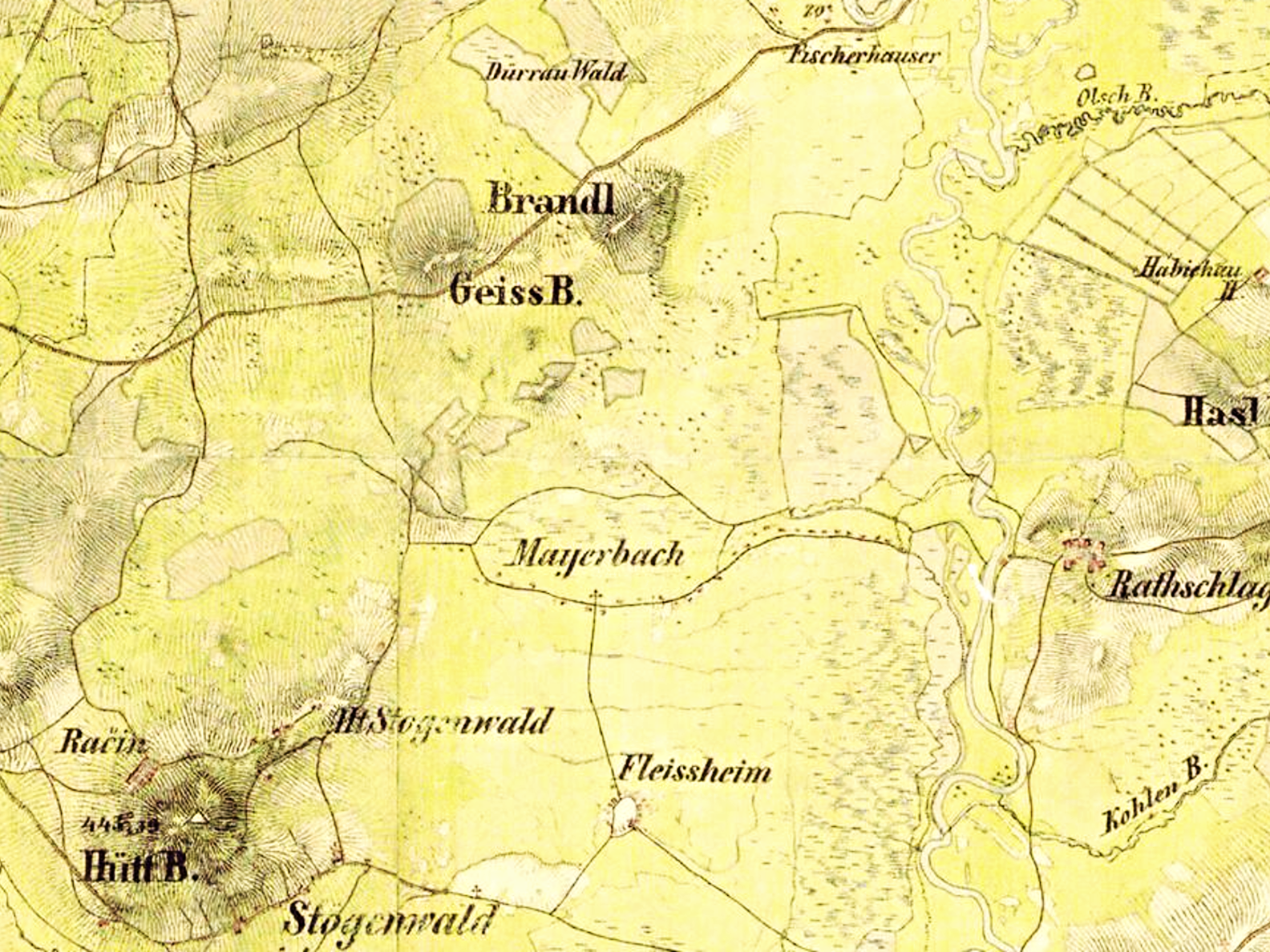
Radslav (Rathschlag) na mapě z poloviny 19. století

Osada byla připomínána již v urbáři z roku 1445. Po vzniku systému obecní samosprávy v polovině 19. století byla vedena jako osada tehdejší obce Bližná. V letech 1961 až 1972 byla částí obce Černá v Pošumaví. Poté se stala součástí Bližné.
Po skončení druhé světové války byla vesnice vysídlena a z velké části zničena. Z původní zástavby se dochovala pouze kaple a dva domy.

## Obyvatelstvo
|           | 1869 | 1880 | 1890 | 1900 | 1910 | 1921 | 1930 | 1950 | 1961 |
| --------- | ---- | ---- | ---- | ---- | ---- | ---- | ---- | ---- | ---- |
| Obyvatelé | 98   | 115  | 126  | 123  | 129  | 119  | 116  | 13   | 6    |
| Domy      | 12   | 12   | 12   | 13   | 13   | 13   | 13   | 12   | .    |